# Gmina Vrsi
Gmina Vrsi (chorw. Općina Vrsi) – gmina w Chorwacji, w żupanii zadarskiej. W 2011 roku liczyła  2053 mieszkańców.